# Event Horizon
Event Horizon (título traducido en Argentina y Uruguay como La nave de la muerte, en el resto de Hispanoamérica como La nave del terror y en España como Horizonte final) es una película de terror y ciencia ficción estrenada en 1997, con guion de Philip Eisner (reescrito por Andrew Kevin Walker) y dirigida por Paul W. S. Anderson. Los protagonistas son Laurence Fishburne como actor principal y Sam Neill como primer actor secundario.

## Argumento
En el año 2047, se capta desde la Tierra una señal de la nave espacial Event Horizon, desaparecida sin dejar rastro más allá de Neptuno en 2040. Su pérdida había sido considerada el peor desastre espacial de la historia. La nave ha reaparecido de nuevo en la órbita de Neptuno y se envía a la nave de rescate Lewis & Clark para investigar el incidente. La tripulación está bajo las órdenes del capitán Miller (Laurence Fishburne) y llevan también a bordo al diseñador del Event Horizon, el doctor William Weir (Sam Neill).
Cuando la Lewis & Clark alcanza la órbita de Neptuno, el doctor Weir informa al equipo de rescate que el Event Horizon era un prototipo construido para probar en secreto un salto experimental. La nave estaba equipada con un motor gravitatorio, inventado por él mismo, que crea un agujero negro artificial cuya intensa gravedad curva el espacio a su alrededor, plegándolo, y haciendo que dos puntos muy distantes entre sí queden conectados por una especie de puerta; eso debería permitir salvar enormes distancias sin que apenas pase el tiempo y, de esta forma, permitir los viajes interestelares al reducirse considerablemente el tiempo de viaje (agujero de gusano). El Event Horizon había partido en un vuelo inicial de prueba, cuyo objetivo era alcanzar el sistema estelar Próxima Centauri, pero después de hacer el salto la nave desapareció sin dejar rastro. Ahora, siete años después, en la Tierra se captó una transmisión y el doctor Weir enseña al equipo esta única señal recibida desde la reaparición de la nave. El mensaje es indescifrable por la estática e interferencia pero se logra oír al capitán del Event Horizon, John Kilpack, repitiendo en latín la frase liberate me (que D.J. traduce como sálvame) mientras se oyen una serie de gritos y llantos confusos.
Cuando el equipo de rescate llega al Event Horizon escanean la nave, pero no encuentran ningún rastro de vida, aunque hay ciertas lecturas extrañas que no permiten llegar a ninguna conclusión. Se observa que la estructura de la nave se compone de una forma alargada con un delgado cuello cilíndrico que conecta el cuerpo principal con la sala de control, esto se debe a que dicha cabina también fue diseñada como módulo de escape; en caso de necesitar una evacuación de emergencia, la tripulación solo debía detonar el cuello de la nave con los explosivos integrados en su pasillo y esperar en animación suspendida hasta ser rescatados.
Así que se disponen a entrar en el Event Horizon para buscar supervivientes. Dentro de la nave, la doctora Peters (Kathleen Quinlan) descubre un cadáver congelado que flota sobre el puente, con ambos ojos colgando fuera de las órbitas. El ingeniero Justin (Jack Noseworthy) entra en el corazón de la nave, el núcleo, y ve cómo el motor gravitatorio se convierte en un espejo negro líquido que lo succiona a su interior y emite una gran onda de choque, dañando gravemente la nave Lewis & Clark. El técnico de rescate Cooper (Richard T. Jones) logra sacar a Justin tirando de su cable de seguridad.
El casco de la Lewis & Clark se rompe y pierde su presión atmosférica por lo que es necesario trasladar a la tripulación restante al Event Horizon, que sólo contiene 20 horas de oxígeno utilizable, tiempo que usará Cooper para sellar el casco. Un rato más tarde, Justin surge de su inconsciencia y, en una especie de trance, intenta suicidarse expulsándose al espacio, tratando de escapar de lo que vio dentro del núcleo de la nave. Mientras la esclusa se abre, reacciona y vuelve en sí, sin recordar nada y sin deseos de morir, sin embargo es demasiado tarde y es arrojado al espacio sin un traje; afortunadamente Miller logra llegar a él unos segundos después desde fuera de la nave y devolverlo en grave estado, pero vivo, por lo que es puesto en animación suspendida hasta poder llevarlo a un lugar donde lo ayuden.
Después, los astronautas comienzan a experimentar alucinaciones, en las que son atacados por sus miedos personales. El capitán Miller ve la manifestación de un ex subordinado envuelto en fuego, que debió dejar atrás en la explosión de la nave Golliath para poder salvar a otros tres miembros de la tripulación de esa nave. Miller le confiesa a D.J. que nunca había revelado a nadie este suceso de su pasado, sin embargo hay algo en el Event Horizon que lo sabe. La doctora Peters ve a Denny (Barclay Wright), su hijo inválido, con las piernas mutiladas cubiertas de lesiones sangrientas; y el doctor Weir ve a su difunta esposa Claire (Holley Chant), suicidándose. D.J. comenta atemorizado a Miller que ha logrado traducir la frase completa del mensaje y en realidad la había malinterpretado, el mensaje en realidad decía liberate tute ex inferis ("sálvense del infierno").
Los miembros del equipo logran encontrar los archivos del Event Horizon donde un vídeo muestra a la tripulación original cuando activa el viaje gravitacional. Momentos después de salir del viaje, los integrantes del Event Horizon enloquecen, poseídos por un frenesí de torturas, mutilaciones y canibalismo. El capitán de la nave, que se ha arrancado sus propios ojos, deja un mensaje en latín que dice (cuando se logra escuchar completo) liberate tute ex inferis.
La nave Lewis & Clark es reparada y el capitán Miller decide destruir el Event Horizon a pesar de las objeciones del doctor Weir. Disponiéndose a evacuar la nave, la doctora Peters es engañada por una aparición de su hijo y conducida a la muerte, cayendo desde una gran altura. El doctor Weir, que ha abandonado el equipo y ha llegado al corazón del Event Horizon, descubre su cuerpo; allí tiene una visión del suicidio de su esposa, que lo hace enloquecer y arrancarse sus propios ojos.
Weir usa uno de los explosivos del cuello del Event Horizon para hacer explotar la Lewis & Clark, matando al piloto Smith (Sean Pertwee) y haciendo que el teniente Cooper, que está sobre el casco exterior de la nave de rescate presurizándola, sea lanzado al espacio. A continuación mata a D.J. (Jason Isaacs) diseccionándolo vivo, dejando el cadáver suspendido en el techo de la enfermería.
Aparentemente poseído por la entidad que procede del núcleo del Event Horizon, Weir amenaza al capitán Miller y a la teniente Starck (Joely Richardson) con un arma, diciendo que la nave está "viva" y no permitirá que nadie se marche. De acuerdo a lo que les explica, la nave logró abrir una entrada en el espacio-tiempo, pero en el proceso superó los límites de la realidad científica conocida, entrando a otra dimensión, descrita como "de caos puro, de mal puro", allí su tripulación enloqueció y se mató mientras que la nave misma cobró vida y se volvió una entidad maligna y poderosa. 
Dicho esto, Weir activa el motor del núcleo para realizar un salto gravitatorio espacio-temporal, comenzando una cuenta regresiva de diez minutos, después de la cual el Event Horizon volverá a la dimensión "del caos". Cooper, que ha permanecido en el espacio, usa el oxígeno de su traje espacial para impulsarse hasta la nave y consigue que Weir dispare a la ventana del puente, rompiéndola, y expulsándose, sin querer, a sí mismo al espacio hacia una muerte evidente. 
Sin la Lewis & Clark para evacuar, el capitán Miller decide detonar los explosivos de seguridad del Event Horizon para huir en la sala de control. Después de armar todos los explosivos y recuperar el detonador, es atrapado por una aparición de su antiguo camarada envuelto en llamas y forzado a huir hacia el núcleo.
Dentro del núcleo de la nave, el capitán Miller vuelve a ver a su amigo envuelto en llamas, pero logra controlar el miedo y vence la alucinación, para descubrir que es el doctor Weir, a quien; según le explica, la nave lo resucitó y trajo de vuelta. Weir le muestra unas escenas de la tripulación del Lewis & Clark siendo torturada y mutilada prometiendo qué es lo que le sucederá a él y su tripulación en cuanto lleguen al otro lado. Los dos luchan y, gravemente herido pero haciendo un esfuerzo sobrehumano, Miller enfrenta a Weir rogándole que deje ir a su tripulación y a cambio él se quedará para sufrir los tormentos del infierno, a lo que Weir no accede, pero en el último segundo Miller logra activar el detonador, partiendo la nave en dos. El salto de espacio-temporal se activa y la parte trasera de la nave cruza el agujero de gusano llevándose con ella a Weir y Miller. 
Starck y Cooper, con Justin en coma, sobreviven y se mantienen en estado criónico. Tiempo después Starck es despertada por el equipo de salvamento, pero cuando el jefe de los rescatistas se quita el casco resulta ser Weir, quien le dice que no la dejará ir. De repente, es despertada en estado de shock por el verdadero equipo de rescate. Cooper calma a Starck, y un miembro del equipo solicita un sedante, mientras las puertas del Event Horizon se cierran por sí solas.

## Reparto
- Laurence Fishburne es el capitán Miller, oficial al mando de la nave de rescate Lewis & Clark.
- Sam Neill es el doctor William Weir, experto en física y diseñador de la nave Event Horizon.
- Kathleen Quinlan es la teniente Peters, técnico médico del Lewis & Clark.
- Joely Richardson es el teniente Starck, director ejecutivo del Lewis & Clark.
- Richard T. Jones es el teniente Cooper, técnico de rescate del Lewis & Clark.
- Jack Noseworthy es Ens "Baby Bear" Justin, ingeniero de la nave de rescate Lewis & Clark.
- Jason Isaacs es el teniente comandante D.J., oficial médico del Lewis & Clark.
- Sean Pertwee es el teniente Smith, piloto del Lewis & Clark.
- Peter Marinker es el capitán John Kilpack, oficial al mando de la nave Event Horizon.
- Holley Chant es Claire Weir, esposa del Dr. Weir.
- Barclay Wright es Denny Peters, hijo de la tte. Peters.
- Noah Huntley es Edward Corrick (el hombre en llamas), contramaestre de la nave Golliath.
- Robert Jezek es un técnico de rescate.
- Emily Booth es la chica del monitor (no aparece en los créditos de la película).
- Teresa May es Vanessa (no aparece en los créditos de la película).

## Producción
Tras sufrir una desgracia familiar, Philip Eisner escribió en 1992 un primer esbozo del guion. Sin terminar de escribir el argumento, lo presentó como "El resplandor en el espacio", lo que generó una respuesta positiva entre los ejecutivos de la Paramount. La película toma prestados elementos del género de la ciencia ficción y el terror presentes en otras películas, como Solaris de Stanislaw Lem, 2001: A Space Odyssey, Alien: el octavo pasajero, Aliens: El regreso, The Black Hole, Don't Look Now, El resplandor, Línea mortal, y Hellraiser. Por ejemplo, el interior de la nave Lewis & Clark está inspirado en la nave Nostromo de Alien. Temáticamente es similar a The Haunted Mansion y El resplandor, a la que homenajea en una escena en la que aparece una ola gigante de sangre.
De acuerdo con el tono de ciencia ficción naturalista de la película, el vestuario de la tripulación está basado en los trajes espaciales actuales, a los que se añadieron hombreras y una insignia modificada a partir de la que emplean los oficiales de guardacostas de los Estados Unidos. La embarcación de vela en el centro de la Lewis & Clark es un guardacostas de los Estados Unidos, el Cortador.
Los miembros de la tripulación llevan sobre sus uniformes banderas modificadas de las actuales, sugiriendo que ha habido algunos cambios políticos hasta 2047. Los personajes Estadounidenses llevan una bandera modificada de los Estados Unidos con cincuenta y cinco estrellas, mientras que los personajes británicos llevan la bandera europea con un círculo suplementario de estrellas dentro del original. El personaje Weir (interpretado por el neozelandés Sam Neill) lleva una versión modificada de la bandera australiana, en la que la bandera aborigen sustituye la Union Jack.
Después de que hubiese terminado Mortal Kombat en 1995, ofrecieron la dirección de la película a Anderson. La fecha de estreno ya había sido fijada y éste aceptó hacer la película, aunque la existencia de una fecha límite significaba que el período de posproducción tendría que ser muy reducido. En los comentarios, Anderson citó esto como la causa principal de muchos problemas que se tuvieron que afrontar durante la producción, especialmente en el montaje final de la película.
Anderson cuenta que el montaje original de la película, antes de terminar los efectos especiales, duraba unos 130 minutos. La película contenía escenas mucho más violentas, y en las pruebas de proyección que se hicieron, el público quedó bastante impresionado. La Paramount pidió a Anderson que acortara la película y eliminara parte de las escenas violentas. De este modo, el metraje de la película se acortó en unos 30 minutos, pero según el director fue una decisión lamentable. En la edición en DVD de 2006 se incluyeron algunas de esas escenas eliminadas, pero estaban grabadas en cinta de vídeo de baja calidad, el único formato en que se conservan; los estudios tenían poco interés en conservar escenas no usadas y la película original se ha perdido.

### Banda sonora
La música de la película fue escrita y realizada por el dúo británico Orbital y por el músico estadounidense Michael Kamen. El tema de los créditos finales era la canción Funky Shit interpretada por The Prodigy. La película ha influenciado muchos trabajos, especialmente el álbum Liberate Te Ex Inferis, publicado en 1999 por la banda estadounidense de metalcore Zao. La banda finlandesa de black metal Flauros también ha usado frases de la película en su canción Monuments of Weakness. Varias muestras también aparecen en la canción The Technogoat y otras del álbum de 2001 The Codex Necro, del grupo británico de black metal Anaal Nathrakh así como en el álbum The Ichneumon Method (And Less Welcome Techniques), del grupo británico de black metal The Axis of Perdition. En las canciones Fun With Knives y The Dark Inside Me (del álbum Fun With Knives) la banda estadounidense Velvet Acid Christ ha utilizado muestras de la banda sonora de la película. y ate Bloodthorn del álbum Bajo el Reinado de Terror. El productor de trance popular John Graham en las Maniobras de Espacio de alias creó la pista "Organizan Un" que tomó muestras del remolque teatral de la película. La Asamblea de Línea de combate de cinta industrial también hizo el empleo liberal de tales muestras sobre su Condensar el álbum, el más notablemente sobre la pista "Formas Sintéticas", que prueba el carácter de Laurence Fishburne que dice "Este lugar es una tumba", muchas veces. La infected_mushroom también ha tomado muestras de la película y los ha incluido en sus pistas sobre la canción "la Edad de Sufrir" por el metal noruego de muerte.

## Recepción
Aunque fue un fracaso de taquilla y recibió muy malas críticas, con el tiempo se convirtió en una película de culto, lo que propició el lanzamiento en 2006 de una edición especial en DVD de dos discos. También existe una edición en formato Blu-ray aparecida en 2008.

## Apariciones en la cultura popular
- En el videojuego Xbox Conker: Live & Reloaded, un nivel del modo multijugador llamado "T.M.S. Spamono" es modelado como el interior del Event Horizon.[13][14]
- La película es también una influencia para el juego de horror y ciencia ficción de 2008 Dead Space producido por Visceral Games.[15]
- Trey Parker y Matt Stone citan esta película como una inspiración para sus bichos del bosque, que adoran a Satán, que terminan en actos sangrientos y orgías en el episodio de South Park, "la Navidad de los animalitos del bosque".[16]
- En la extensión del videojuego F.E.A.R., los periódicos salen con el titular "El Event Horizon ha sido encontrado”, el cual puede ser visto sobre mesas y otras ubicaciones. Algunas escenas de horror en el juego también se parecen a la película.[17]
- En el episodio de Padre de familia, Movin' Out (Brian's Song), Chris Griffin y Carl comentan lo mucho que les gusta la película.[18]
- La banda de Power Metal Stratovarius incluyó en su disco Elysium, una canción referida a la película la cual lleva el mismo nombre.[19]